# جبهة ثوار فلسطين
جبهة ثوار فلسطين هي تنظيم فلسطيني، نشأ عام 1967 بقيادة محمد أبو سخيلة وانضم لمنظمة الصاعقة في مؤتمر القاهرة للقوى الفلسطينية عام 1968. فيما انضم قسم آخر منها إلى حركة فتح في 25 نوفمبر 1968.